# Ковалёво (платформа)
Ковалёво — платформа Ириновского направления Октябрьской железной дороги. Расположена между платформами Ковалёво Пост и Бернгардовка. Имеются две высокие смещённые платформы. Вокзал и билетные кассы отсутствуют. На платформе довольно большой пассажиропоток из-за близости Ковалёвского кладбища.

## История

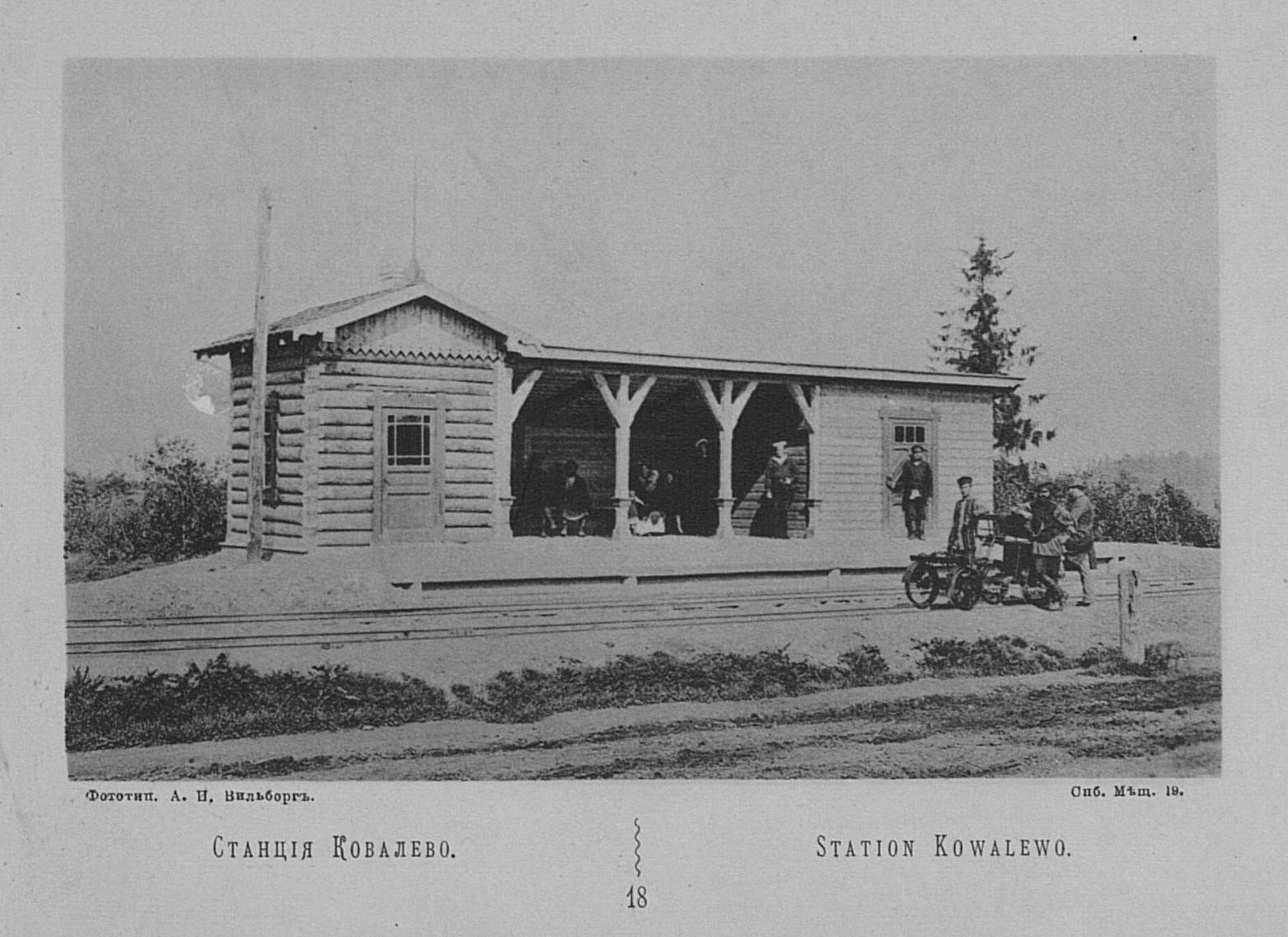
Ковалёво в 1892 году. Железная дорога в то время проходила иначе — вдоль современного шоссе «Дорога жизни», и станция располагалась в километре от текущего положения

Станция Ковалёво Ириновской железной дороги была открыта в 1892 году.

КОВАЛЁВА — станция Ириновской ж. д. для приёма и высадки пассажиров, на земле Главного артиллерийского полигона, арендованной бароном Корфом, при р. Лубья 1 двор, 3 м. п., 1 ж. п., всего 4 чел. смежно с селением Ковалеве.

ГОСТИНИЦА ЛЕОНТЬЕВА при деревне Ковалёве — при Ириновско-Шлиссельбургской жел. дороге, земском тракте и р. Лубье 1 двор, 9 м. п., 4 ж. п., всего 13 чел. мелочная лавка.(1896 год)

В период с 1923 по 1926 год Ириновская железная дорога была перешита на широкую колею и спрямлена на участке станция Ржевка — платформа Бернгардовка, вследствие чего станция Ковалёво была закрыта.
Во время Великой Отечественной войны, когда по Ириновской линии проходила сухопутная часть Дороги жизни, на участке станция Ржевка — Мельничный Ручей был проложен второй главный путь для увеличения пропускной способности линии. Одновременно с этим вновь возникла платформа Ковалёво. В 1958 году она была электрифицирована в составе участка Санкт-Петербург — Мельничный Ручей.
На платформе останавливаются все электропоезда.

## Фото

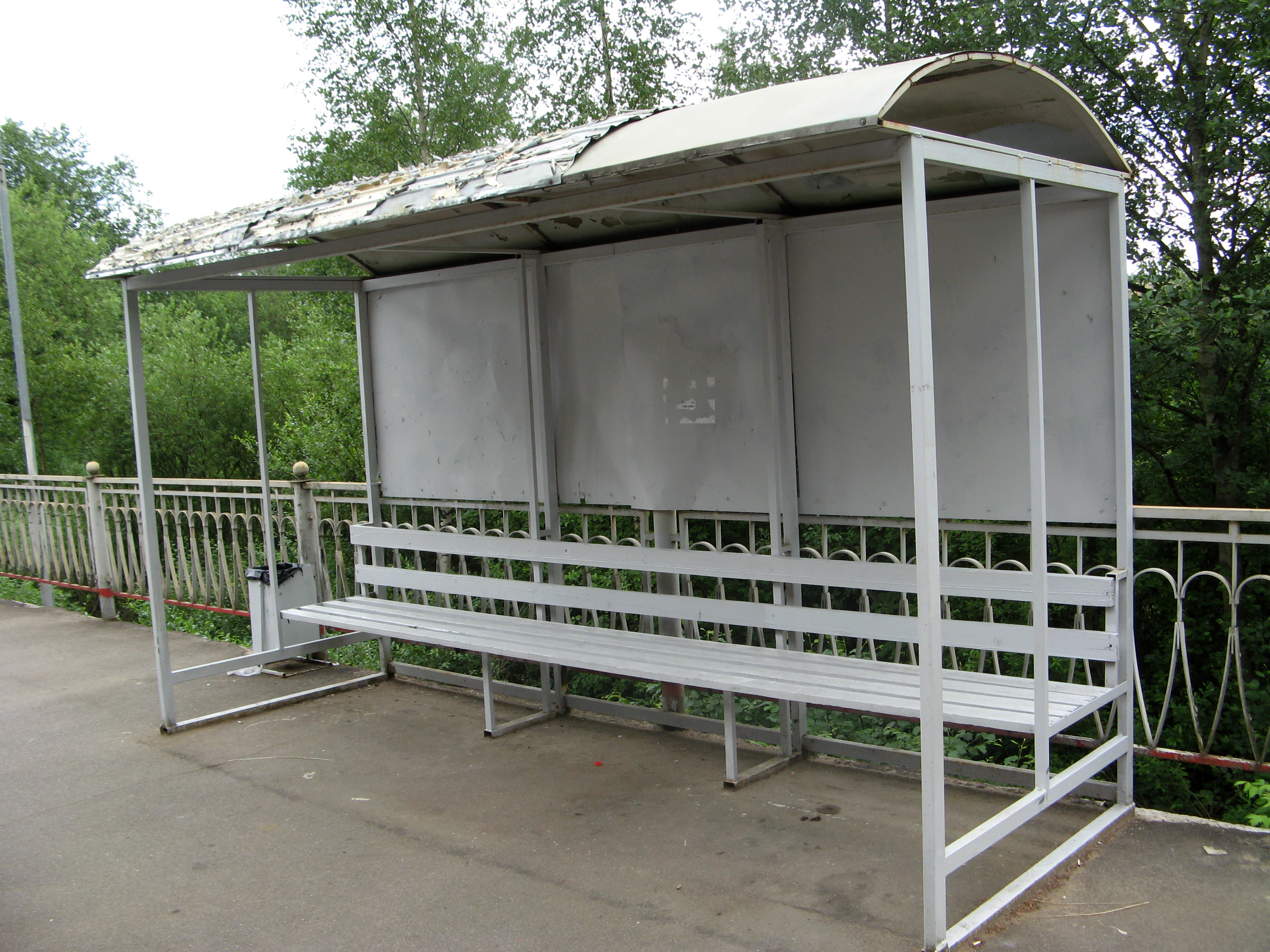
Пассажирский павильон на платформе
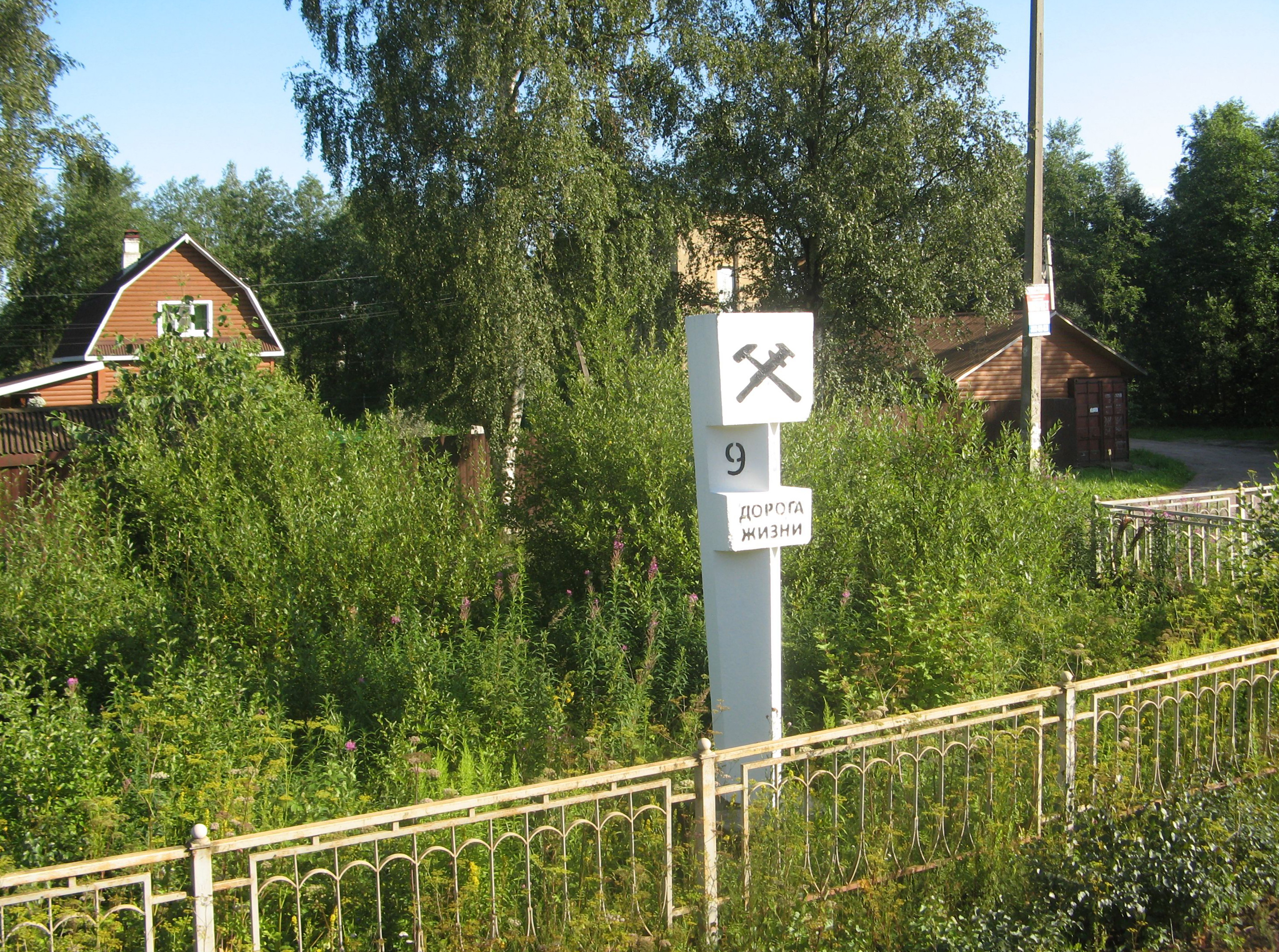
Мемориальный километровый столб Дороги жизни у платформы